# 大畈镇
大畈镇，是中华人民共和国湖北省咸寧市通山县下辖的一个乡镇级行政单位。

## 行政区划
大畈镇下辖以下地区：
大畈社区、下杨村、西泉村、板桥村、杉木园村、祝家楼村、隐水村、官塘村、大坑村、白泥村、高坑村、长滩村、和平村、鹿眠塘村和鸡口山村。